# Дивала (растение)
Дива́ла (лат. Scleránthus) — род цветковых растений семейства Гвоздичные.

## Название
Научное название рода Scleranthus — «твёрдоцветник» происходит от греч. scleros — твёрдый, и anthos — цветок. Оно дано по характерному отвердевающему околоцветнику (чашечке), опадающему вместе с плодом.

## Ботаническое описание
Род включает в себя многолетники или однолетники 3 — 20 см высотой, с шиловидными супротивными листьями без прилистников.
Цветки обоеполые и обычно актиноморфные, пятимерные, 2 — 4 мм в диаметре, расположенные в более или менее густых (до головковидных) или рыхлых верхушечных пучковидных соцветиях.
Околоцветник простой, чашечковидный: листочки его зеленоватые, с более или менее развитой перепончатой каймой, от узколанцентных до яйцевидных, в нижней трети или половине сросшиеся и образующие коническую трубку. Тычинок 3 (10). Завязь с двумя нитевидными столбиками и одним семязачатком.
Плоды невскрывающиеся, односемянные, заключённые в сохраняющийся при плодах околоцветник. Семена двояковыпуклые, гладкие, с периспермом, окружающим подковообразный зародыш с корешком, направленным вверх.

## Географическое распространение
Представители рода распространены в Европе, Северной Африке, Западной Азии и Австралии. Некоторые виды заносятся в другие страны.

## Хозяйственное значение
Дивала однолетняя — обыкновенный сорняк, при благоприятных условиях может сплошным покровом распространяться на пашнях и вредить посевам.
Некоторые виды с лечебной целью используются в народной медицине. Так, дивала многолетняя содержит кумарины и флавоноиды. Отвар травы в народной медицине некоторых стран применяется при раке матки, на Кавказе измельченная трава — местно при нарывах.
В дивале однолетней найдены сапонины тритерпеновые, она применяется при лечении опухолей различной локализации.

## Классификация

### Таксономия
Scleranthus L., 1753, Sp. Pl.: 406
Род Дивала относится к семейству Гвоздичные (Caryophyllaceae) порядка Гвоздичноцветные (Caryophyllales). Кладограмма в соответствии с Системой APG IV по состоянию на декабрь 2023 года:
|  |                                      |  |                                   |                                   |                      |  | ещё 40 семейств |              |              |                                                               |
|  |                                      |  |                                   |                                   |                      |  |                 |              |              | 4 подтвержденных вида и 277 таксонов, ожидающих подтверждения |
|  |                                      |  |                                   | порядок Гвоздичноцветные          |                      |  |                 |              | род Дивала   |                                                               |
|  |                                      |  |                                   | порядок Гвоздичноцветные          |                      |  |                 |              | род Дивала   |                                                               |
|  | отдел Цветковые, или Покрытосеменные |  |                                   |                                   | семейство Гвоздичные |  |                 |              |              |                                                               |
|  | отдел Цветковые, или Покрытосеменные |  |                                   |                                   |                      |  |                 |              |              |                                                               |
|  |                                      |  | ещё 63 порядка цветковых растений | ещё 63 порядка цветковых растений |                      |  |                 | еще 97 родов | еще 97 родов |                                                               |
|  |                                      |  |                                   | ещё 63 порядка цветковых растений |                      |  |                 |              | еще 97 родов |                                                               |

## Виды
- Scleranthus annuus L. typus — Дивала однолетняя — Восточная Европа, Кавказ, Дальний Восток (заносное). Растёт по сбитым пескам, залежам, полям, у дорог, преимущественно на песчаной почве[5].
- Scleranthus perennis L. — Дивала многолетняя — Восточная Европа, Кавказ. Встречается по боровым пескам, на открытых местах, иногда по берегам рек на песчано-гравийном аллювии[5].
- Scleranthus peruvianus Muschl.
- Scleranthus uncinatus Schur — Дивала крючковатая — Восточная Европа, Кавказ.

В сводке Черепанова С. К. для территорий России и сопредельных государств (в пределах бывшего СССР) приводятся также следующие таксоны, которые по современной классификации в качестве самостоятельных и подтвержденных не выделяются:
- Scleranthus orientalis Rossler — Восточная Европа, Кавказ. Вид, требующий уточнения таксономического положения.
- Scleranthus  polycarpos L. — Дивала многоплодная — Кавказ. Понижен в ранге до подвида Д. однолетней (Scleranthus annuus subsp. polycarpos (L.) Bonnier & Layens)
- Scleranthus syvaschicus Kleop. — Восточная Европа. Также понижен в ранге до подвида Д. однолетней (Scleranthus annuus subsp. verticillatus (Tausch) Arcang.
- Scleranthus tauricus Knaf — Восточная Европа. Вид, требующий уточнения таксономического положения.